# 朱是垠
朱是垠（1992年11月28日—），韓國女主播、女演員，常見譯作「朱詩恩」。

## 個人經歷
- 2016年SBS播音員。
- 《MORNING WIDE（朝鲜语：모닝와이드）》 (2017年6月 ~ 2019年1月18日)

## 演出作品

### 綜藝節目
| 年份   | 電視台 | 節目        | 備註        |
| ------ | ------ | ----------- | ----------- |
| 2019年 | SBS    | Running Man |             |
| 2021年 | SBS    | 射门的她们  | FC Anaconda |
| 2022年 | SBS    | 射门的外宿  | FC Anaconda |

## 備註與參考資料

## 外部連結
- 朱是垠的Instagram帳戶
- 朱詩恩的Youtube頻道 （页面存档备份，存于） 